# Paul Ranson

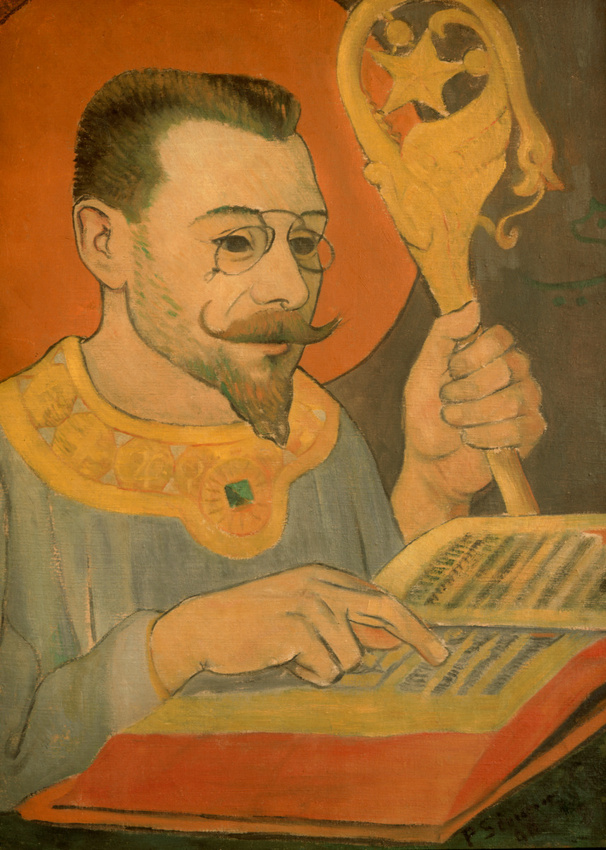
Paul Sérusier: Paul Ranson in Nabis-kostuum, 1890

Paul-Elie Ranson (Limoges, 29 maart 1864 – Parijs, 20 februari 1909) was een Frans kunstschilder. Hij wordt gerekend tot de stroming van het symbolisme.

## Leven en werk
Ranson studeerde kunstgeschiedenis aan de Ecoles des Arts Décoratifs in Limoges. In 1888 trok hij naar Parijs en studeerde daar aan de Académie Julian, onder Tony Robert-Fleury. Hij begon een atelier in de kunstenaarswijk Montparnasse en verkeerde in vooraanstaande kunstenaarskringen, onder andere met Pierre Bonnard, Maurice Denis, Ker-Xavier Roussel, Aristide Maillol, Félix Vallotton en Edouard Vuillard.
Ranson was nauw bevriend met Paul Sérusier, samen met wie hij de kunstenaarsgroepering Les Nabis oprichtte. Het werk van Ranson werd sterk beïnvloed door Sérusiers symbolistische, synthetistische stijl, met grote kleurvlakken en duidelijke contouren. Ook invloeden van Paul Gauguin zijn duidelijk herkenbaar.
In 1908 begon Ranson samen met zijn vrouw Marie-France Rousseau en Paul Sérusier de Académie Ranson. Deze groeide snel uit tot een gerenommeerde kunstopleiding, met vooraanstaande leraren als Pierre Bonnard, Maurice Denis, Roger Bissière, Ker-Xavier Roussel, Moise Kisling, Gustave Singier en Aristide Maillol. Tot haar leerlingen behoorden onder anderen Roger de la Fresnaye, Tamara de Lempicka, Jean Le Moal, Maria Helena Vieira da Silva en Gino Severini.
Na Ransons dood in 1909 werd de Academie voortgezet door zijn vrouw en later door zijn zoon Michel. Veel van Ransons werk bevindt zich momenteel in het Musée d'Orsay te Parijs.

## Galerij

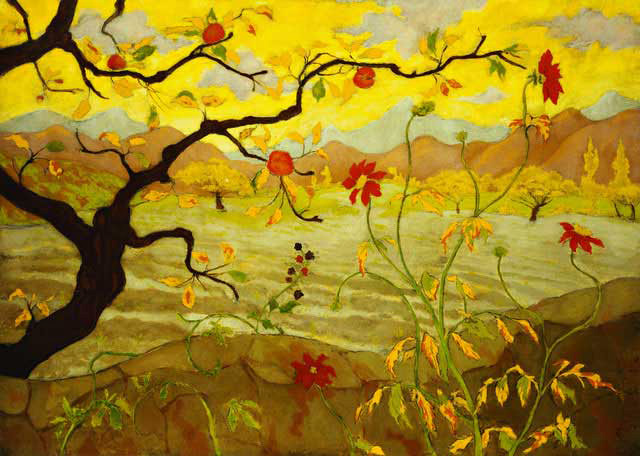
Pommier aux fruits rouges
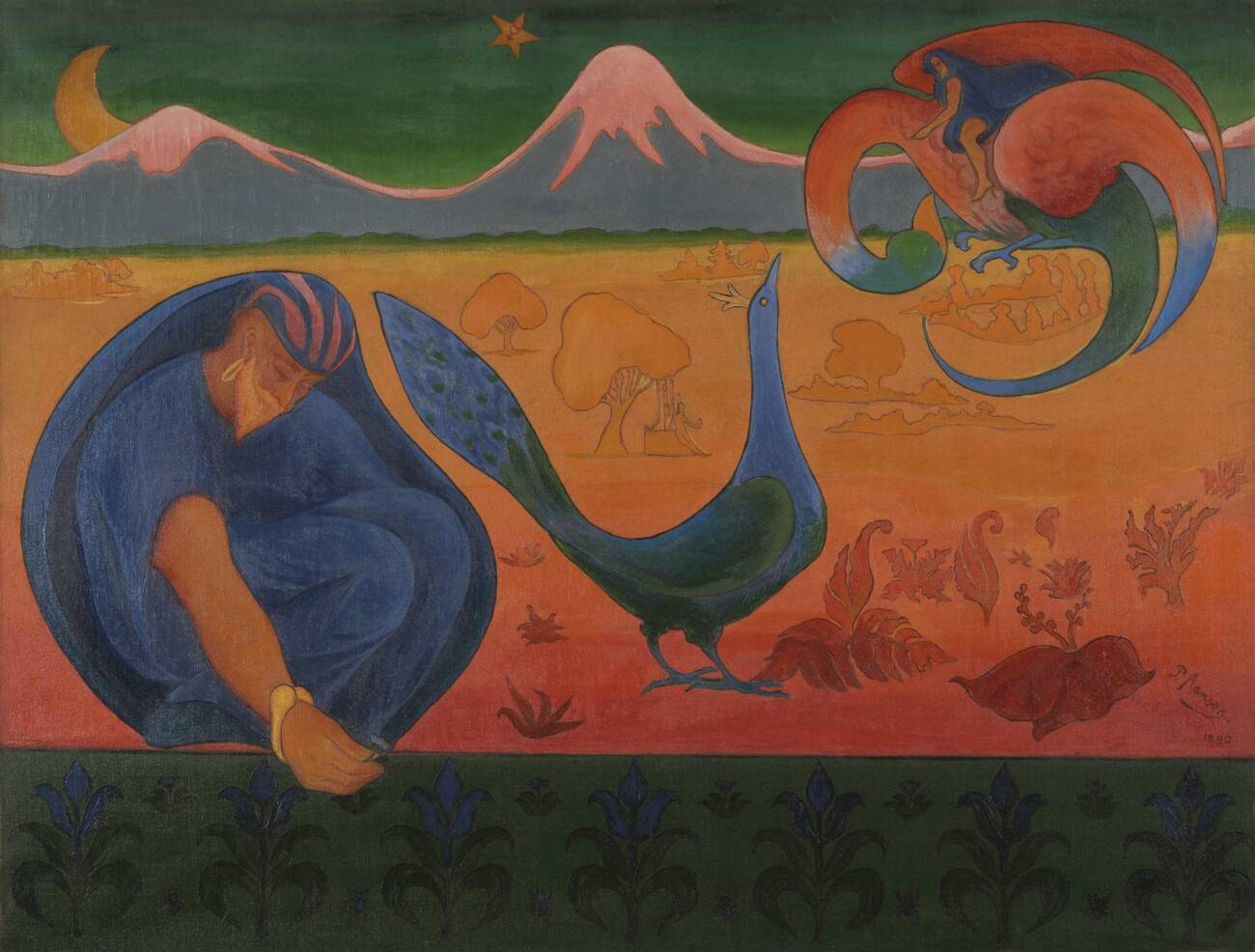
Paesaggio nabi
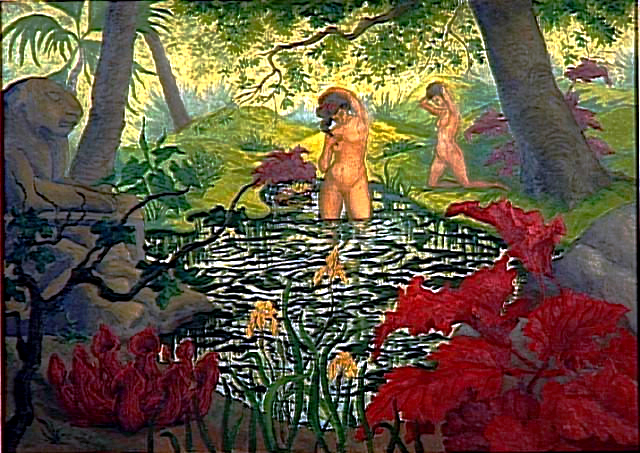
Et toujours les baigneuses
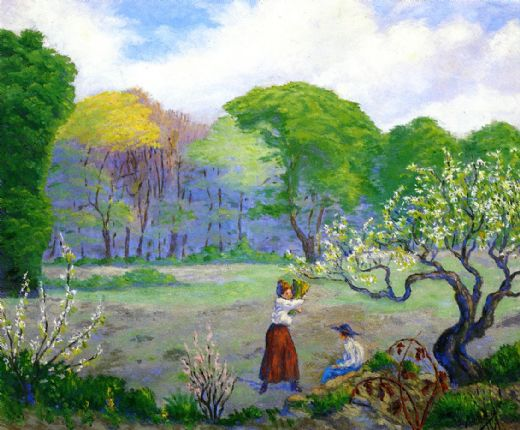
Bloemen plukken
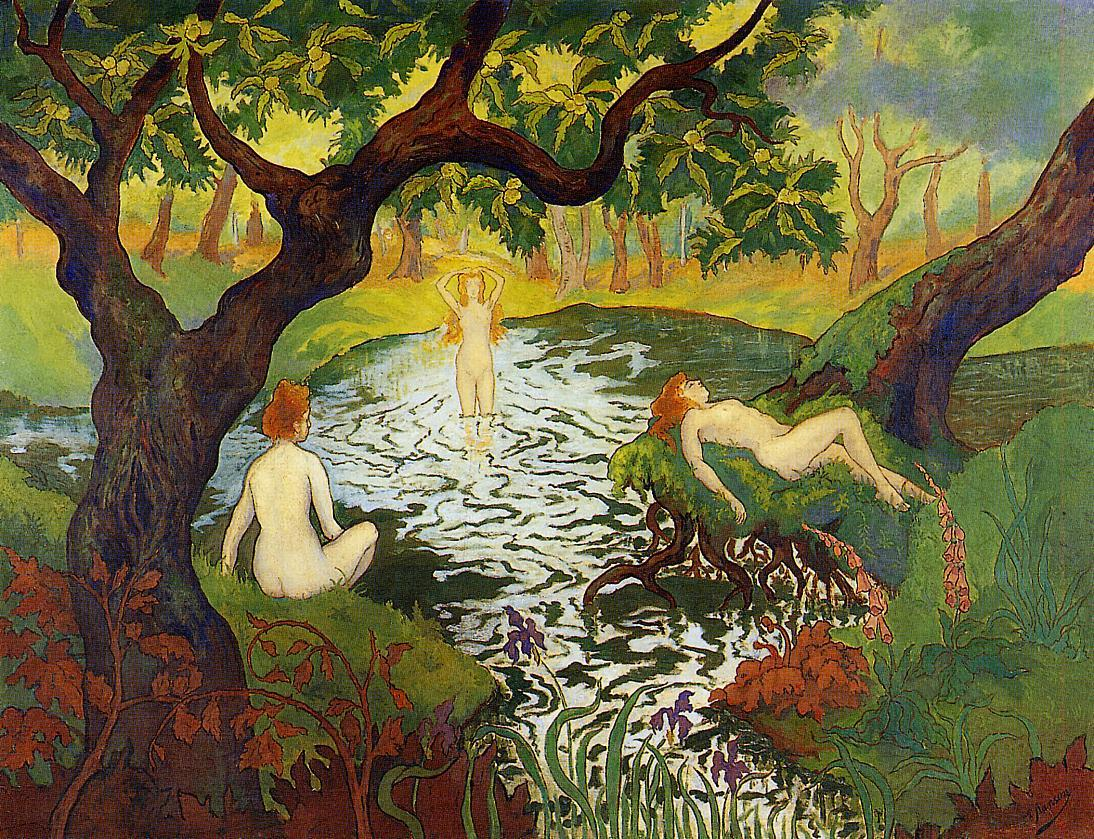
Drie baadsters tussen de irissen
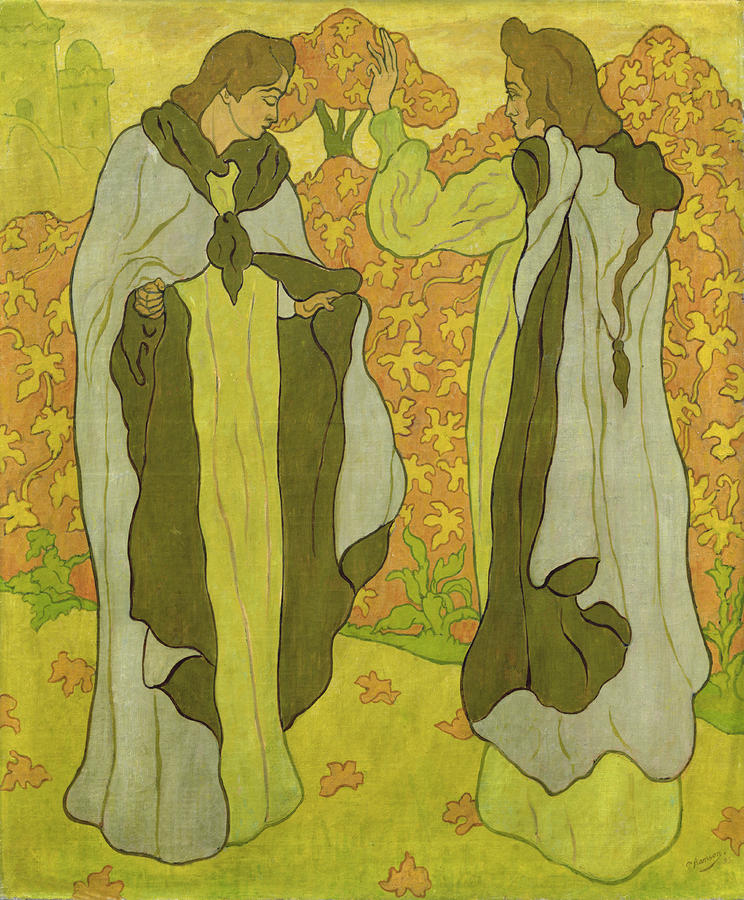
Twee gratiën
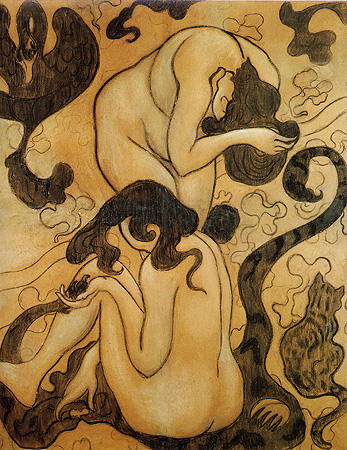
Deux actes
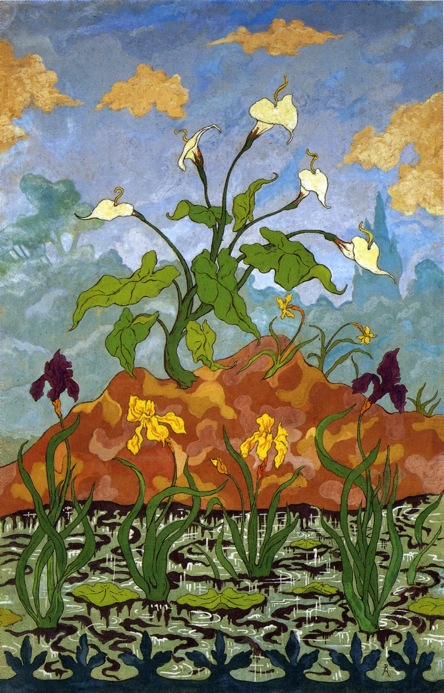
Arums et iris violets et jaunes
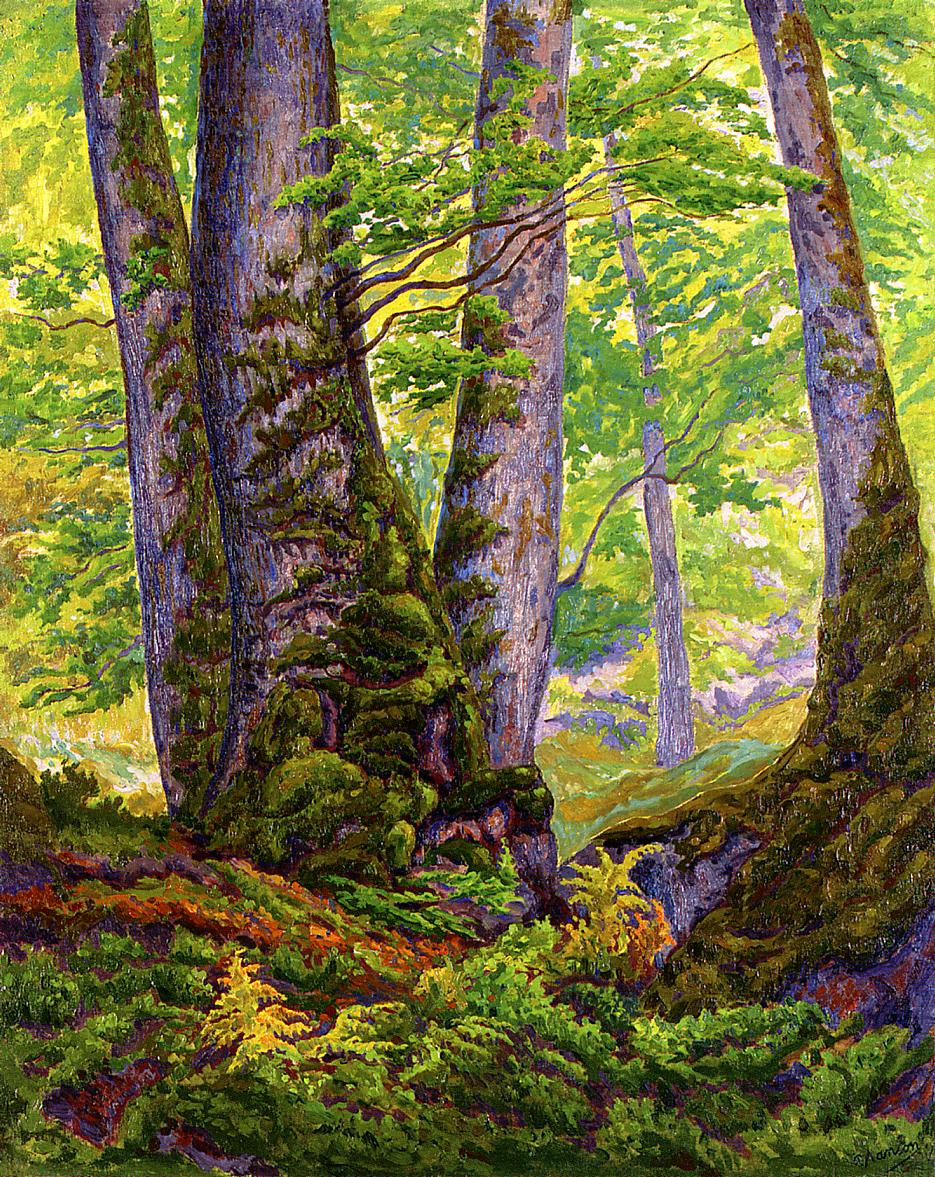
Beukenbomen
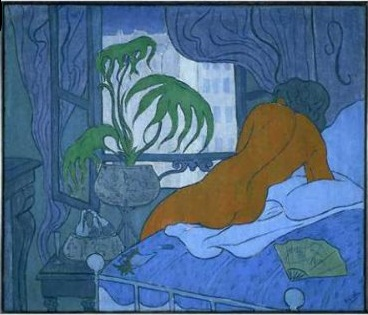
La chambre bleu ou Nu a l'evantail